# Leon Chamaretos
Leon Chamaretos (mittelgriechisch Λέων Χαμάρετος; † Frühjahr 1205 oder nach 1209 bei Lakedaimonia?) war ein byzantinischer Separatist auf der Peloponnes (Morea) zu Beginn des 13. Jahrhunderts.

## Leben
Leon Chamaretos gehörte einer lakonischen Dynastenfamilie aus Monemvasia an. Eventuell bekleidete er schon unter Kaiser Manuel I. als Archon eine herausgehobene Position in der byzantinischen Militärhierarchie. Unter Alexios III. erscheint er als Proedros von Lakedaimonia.
Als der Zentralregierung in Konstantinopel infolge des von Dobromir Chrysos und Manuel Kamytzes im Frühjahr 1201 in Makedonien und Thessalien entfachten Aufstandes zunehmend die Kontrolle auch über Hellas und die Peloponnes entglitt, versuchten regionale Magnaten und Amtsträger, aus dem Zusammenbruch der Provinzialverwaltung für sich und ihre Familien einen Vorteil zu ziehen. Zu ihnen gehörte auch Chamaretos, der als Toparches eine quasi-autonome Herrschaft im vormals kaiserlichen Kernland Lakoniens rund um Lakedaimonia etablierte. Etwa zeitgleich machte sich auch Leon Sguros in Nauplia und Korinth de facto selbstständig.
Die politische Lage änderte sich für Chamaretos grundlegend, nachdem das Heer des Vierten Kreuzzugs im April 1204 das Byzantinische Reich zerschlagen hatte. Die Lateiner, die militärisch wesentlich stärker waren als der gestürzte byzantinische Kaiser, machten nun Anstalten, ganz Griechenland zu erobern. Im Winter 1204/05 bot ein peloponnesischer Dynast, der entweder mit Chamaretos oder mit Johannes Kantakuzenos identifiziert wird, dem in Methone gestrandeten Kreuzfahrer Gottfried von Villehardouin ein Bündnis für gemeinsame Eroberungszüge auf der Halbinsel an. Kurz darauf scheint er plötzlich verstorben zu sein.
Leon Chamaretos bzw. sein Sohn wandte sich nun gegen Villehardouin, der nach Nauplia floh, wo das fränkische Heer unter Bonifatius von Montferrat stand. Villehardouin kehrte noch im Frühjahr 1205 zusammen mit Wilhelm von Champlitte und einem Ritterheer nach Messenien zurück und schlug die peloponnesischen Griechen in der Schlacht im Olivenhain von Kunduros entscheidend. Die beiden Franken brachten den größten Teil Moreas in ihre Gewalt und gründeten auf dem eroberten Territorium das Fürstentum Achaia als Vasallenstaat des Königreichs Thessaloniki; Lakonien verblieb vorerst unter Chamaretos’ Herrschaft. 
1209 ging Villehardouin in die Offensive und nahm Lakedaimonia nach fünftägiger Belagerung ein; Chamaretos wurde gestattet, sich auf ein Landgut zurückzuziehen. Sein vermutlicher Sohn (bzw. Bruder) Johannes setzte den Widerstand gegen die Lateiner fort. Er konnte sich als von Nikaia anerkannter paneutychestates despotes in Monemvasia halten, bis ihn 1222 eine Intrige seines Schwiegervaters Georgios Daimonoioannes zur Flucht an den Hof des Herrschers von Epirus, Theodoros I. Komnenos Dukas, zwang.